# Morti il 2 dicembre
| Questa pagina contiene informazioni ricavate automaticamente dalle voci biografiche con l'ausilio del template Bio e di un bot. L'aggiornamento è periodico e automatico e ricostruisce completamente la pagina. Se manca una persona in questa lista, sei pregato di non aggiungerla, ma accertati piuttosto che la sua voce biografica contenga il template Bio e che i dati anagrafici siano correttamente compilati. Se il template Bio manca, inseriscilo tu stesso o, in alternativa, metti l'avviso {{tmp\|Bio}} che ne segnala la mancanza. Se i dati riportati sono sbagliati, correggi direttamente la voce biografica; le modifiche saranno visibili in questa lista entro pochi giorni. Per chiarimenti vedi il progetto biografie. La lista contiene solo le 556 persone che sono citate nell'enciclopedia e per le quali è stato implementato correttamente il template Bio. Pagina aggiornata al 17 ago 2025. |

## V secolo(2)
- 450 - Pietro Crisologo, vescovo e santo romano
- 491 - Pietro l'Iberico, principe, teologo e filosofo georgiano

## VI secolo(1)
- 537 - Papa Silverio, papa, vescovo e santo italiano

## X secolo(1)
- 949 - Odo di Wetterau, nobile tedesco

## XI secolo(4)
- 1060 - Gebeardo III di Ratisbona, vescovo cattolico tedesco
- 1067 - Shaykh al-Tusi, giurista e teologo persiano (n. 996)
- 1071 - Ibn 'Abd al-Barr, giurista arabo (n. 978)
- 1079 - Mabel di Bellême, nobile

## XII secolo(3)
- 1105 - Oderisio di Montecassino, cardinale e abate italiano
- 1158 - Mafalda di Savoia, regina (n. 1125)
- 1198 - Ruaidri mac Tairrdelbach Ua Conchobair, re irlandese

## XIV secolo(4)
- 1345 - Ademaro Romano, ammiraglio italiano (n. 1280)
- 1348 - Hanazono, imperatore giapponese (n. 1297)
- 1360 - John de Beauchamp, I barone Beauchamp, nobile e militare inglese (n. 1316)
- 1381 - Jan van Ruusbroec, presbitero e scrittore fiammingo (n. 1293)

## XV secolo(8)
- 1422 - Mikołaj Trąba, arcivescovo cattolico polacco (n. 1358)
- 1439 - Ibn al-Jazari, giurista, teologo e storico arabo (n. 1350)
- 1452 - Johannes Grünwalder, vescovo cattolico tedesco (n. 1392)
- 1455 - Isabella d'Aviz, regina portoghese (n. 1432)
- 1463 - Alberto VI d'Asburgo, nobile (n. 1418)
- 1464 - Bianca di Trastámara, principessa spagnola (n. 1424)
- 1469 - Piero il Gottoso, politico italiano (n. 1416)
- 1474 - Roberto Sanseverino, nobile e condottiero italiano

## XVI secolo(13)
- 1510 - Muhammad Shaybani, politico e militare uzbeko (n. 1451)
- 1515 - Gonzalo Fernández de Córdoba, generale e politico spagnolo (n. 1453)
- 1517 - Giovanni Francesco Brivio, nobile italiano (n. 1460)
- 1519 - Maddalena di Lorenzo de' Medici, nobildonna italiana (n. 1473)
- 1523 - Faustino Perisauli, umanista italiano (n. 1450)
- 1532 - Luigi Gonzaga "Rodomonte", conte italiano (n. 1500)
- 1547 - Hernán Cortés, militare, condottiero e nobile spagnolo (n. 1485)
- 1550 - Gian Galeazzo Sanvitale, nobile e condottiero italiano (n. 1496)
- 1572 - Ippolito d'Este, cardinale e arcivescovo cattolico italiano (n. 1509)
- 1577 - Troilo Orsini, diplomatico e condottiero italiano (n. 1547)
- 1591 - Fabrizio Gesualdo, nobile, compositore e mecenate italiano (n. 1538)
- 1593 - Alfonso Felice d'Avalos, nobile e militare italiano (n. 1564)
- 1594 - Gerardo Mercatore, matematico, astronomo e cartografo fiammingo (n. 1512)

## XVII secolo(14)
- 1601 - Giovanni Zecchi, medico italiano (n. 1533)
- 1603 - Julien e Marguerite de Ravalet, francese (n. 1582)
- 1607 - Tsugaru Nobutake, militare giapponese (n. 1574)
- 1620 - Placido della Marra, vescovo cattolico italiano
- 1627 - Bartolomeo Comino, funzionario e diplomatico italiano (n. 1550)
- 1637 - Alessandro I Pico della Mirandola, nobile e militare italiano (n. 1566)
- 1650 - Carlotta Margherita di Montmorency, nobildonna francese (n. 1594)
- 1653 - Domingo Pimentel Zúñiga, cardinale, arcivescovo cattolico e nobile spagnolo (n. 1585)
- 1654 - Alvise Mocenigo, politico e ammiraglio italiano (n. 1583)
- 1656 - Alessandro dal Borro, condottiero italiano (n. 1600)
- 1661 - Vincenzo della Greca, architetto italiano (n. 1592)
- 1665 - Maria Angela Astorch, religiosa spagnola (n. 1592)
- 1665 - Catherine de Vivonne de Rambouillet, nobile francese (n. 1588)
- 1694 - Pierre Puget, scultore, pittore e architetto francese (n. 1620)

## XVIII secolo(27)
- 1701 - Jaime de Palafox y Cardona, arcivescovo cattolico spagnolo (n. 1642)
- 1706 - Johann Georg Ahle, musicista tedesco (n. 1651)
- 1706 - Reginaldus Cools, vescovo cattolico fiammingo (n. 1618)
- 1715 - Jean-Baptiste Belin, pittore francese (n. 1653)
- 1719 - Pasquier Quesnel, teologo e religioso francese (n. 1634)
- 1723 - Filippo II di Borbone-Orléans, nobile, politico e generale francese (n. 1674)
- 1726 - Maria Isabella Gonzaga, nobildonna italiana (n. 1680)
- 1733 - Sinibaldo Doria, cardinale e arcivescovo cattolico italiano (n. 1664)
- 1733 - Gerard Hoet, pittore, disegnatore e scrittore olandese (n. 1648)
- 1734 - Ivan Petrovič Kozyrevskij, esploratore russo (n. 1680)
- 1738 - Carlo Antonio Tavella, pittore italiano (n. 1668)
- 1741 - Raffaele Chyliński, presbitero polacco (n. 1694)
- 1748 - Charles Seymour, VI duca di Somerset, nobile inglese (n. 1662)
- 1758 - Joseph Meck, compositore e violinista tedesco (n. 1690)
- 1763 - Jan Chryzostomus Neruda, violinista e direttore di coro ceco (n. 1705)
- 1769 - Dietrich di Anhalt-Dessau, nobile tedesco (n. 1702)
- 1774 - Johann Friedrich Agricola, compositore, organista e cantante lirico tedesco (n. 1720)
- 1774 - Antonio Herberstein, vescovo cattolico austriaco (n. 1725)
- 1777 - Lorenzo De Caro, pittore italiano (n. 1719)
- 1777 - Johann Conrad Werle, organaro austriaco (n. 1701)
- 1781 - Zenón de Somodevilla y Bengoechea, politico spagnolo (n. 1702)
- 1782 - Domenico Cattaneo, principe italiano (n. 1696)
- 1792 - Johann Christoph Döderlein, teologo tedesco (n. 1745)
- 1794 - Atanasio IV Jawhar, vescovo cattolico e patriarca cattolico siriano (n. 1733)
- 1794 - Johann Gottlob Leidenfrost, medico, teologo e fisico tedesco (n. 1715)
- 1794 - Antonio Giovanni Giuseppe Lucovich, vescovo cattolico dalmata (n. 1729)
- 1796 - Jean Charles Abbatucci, generale francese (n. 1771)

## XIX secolo(63)
- 1805 - Aleksandr Romanovič Voroncov, politico, diplomatico e nobile russo (n. 1741)
- 1809 - Mosè Formiggini, banchiere, imprenditore e politico italiano (n. 1756)
- 1810 - Philipp Otto Runge, pittore tedesco (n. 1777)
- 1814 - Marchese de Sade, scrittore, filosofo e drammaturgo francese (n. 1740)
- 1816 - Giorgio Viani, numismatico e storico italiano (n. 1762)
- 1824 - Fëdor Petrovič Uvarov, generale russo (n. 1769)
- 1825 - Giuseppe Rosaroll, generale, patriota e saggista italiano (n. 1775)
- 1831 - Ignazio Nasalli-Ratti, cardinale e arcivescovo cattolico italiano (n. 1750)
- 1833 - Lucio Caracciolo, generale e nobile italiano (n. 1771)
- 1833 - Charles-Julien Lioult de Chênedollé, poeta francese (n. 1769)
- 1840 - Christopher Ellery, politico statunitense (n. 1768)
- 1840 - Carlotta Gargalli, pittrice italiana (n. 1788)
- 1842 - Giacomo Gotifredo Ferrari, compositore italiano (n. 1763)
- 1844 - Eustachy Erazm Sanguszko, generale e storico polacco (n. 1768)
- 1844 - Edward Solly, mercante, collezionista d'arte e patriota britannico (n. 1776)
- 1845 - Johann Simon Mayr, compositore tedesco (n. 1763)
- 1847 - Giovanni Ladislao Pyrker, patriarca cattolico e scrittore ungherese (n. 1772)
- 1848 - Charles-Alexandre Léon Durand Linois, ammiraglio francese (n. 1761)
- 1849 - Adelaide di Sassonia-Meiningen, regina (n. 1792)
- 1853 - Giuseppe Moretti, botanico italiano (n. 1782)
- 1853 - Amelia Opie, scrittrice britannica (n. 1769)
- 1855 - Louis Antoine Francois Baillon, naturalista e ornitologo francese (n. 1778)
- 1857 - Filippo Agricola, pittore italiano (n. 1795)
- 1859 - John Brown, attivista statunitense (n. 1800)
- 1860 - Ferdinand Christian Baur, teologo tedesco (n. 1792)
- 1862 - Livio Zambeccari, patriota italiano (n. 1802)
- 1863 - Giuseppe Maria Talucchi, architetto italiano (n. 1782)
- 1867 - Giuseppe Bofondi, cardinale italiano (n. 1795)
- 1867 - Emilio Boni, scultore e pittore italiano (n. 1844)
- 1868 - Achille d'Artois, scrittore, librettista e drammaturgo francese (n. 1791)
- 1870 - Giovanni Andrea Darif, pittore italiano (n. 1801)
- 1870 - Jules-Marie Ladreit de Lacharrière, generale francese (n. 1806)
- 1872 - Wincenty Pol, poeta e geografo polacco (n. 1807)
- 1872 - Giuseppe Valerga, patriarca cattolico italiano (n. 1813)
- 1875 - Ira Harris, politico statunitense (n. 1802)
- 1877 - Moritz von Bethmann, banchiere tedesco (n. 1811)
- 1878 - Pasquale Bona, compositore, insegnante e teorico della musica italiano (n. 1808)
- 1879 - Michelangelo Tonello, magistrato e politico italiano (n. 1800)
- 1880 - Claudio Grafulla, direttore di banda e compositore spagnolo (n. 1812)
- 1880 - Angelo Inganni, pittore italiano (n. 1807)
- 1880 - Josephine Lang, pianista, cantante e compositrice tedesca (n. 1815)
- 1881 - Jenny von Westphalen, nobildonna tedesca (n. 1814)
- 1882 - Juan Franch, pittore spagnolo
- 1883 - Édouard Andignoux, politico francese (n. 1844)
- 1883 - Carlo Mariani, ingegnere, architetto e militare italiano (n. 1823)
- 1884 - Alessandro Colli, politico italiano (n. 1803)
- 1884 - Antonio Croci, architetto svizzero (n. 1823)
- 1886 - Paolo Bossi, politico italiano (n. 1832)
- 1887 - Robert Scott, grecista inglese (n. 1811)
- 1888 - Alexis Canoz, missionario e vescovo cattolico francese (n. 1805)
- 1888 - Giovanni Pierallini, arcivescovo cattolico italiano (n. 1817)
- 1891 - Carlo Cadorna, politico italiano (n. 1809)
- 1891 - Matteo Camera, storico, antiquario e numismatico italiano (n. 1807)
- 1891 - Hermann Heinrich Howaldt, scultore tedesco (n. 1841)
- 1892 - Jason Gould, imprenditore statunitense (n. 1836)
- 1892 - Henry Tibbats Stainton, entomologo inglese (n. 1822)
- 1893 - Pauline Cushman, attrice teatrale e agente segreto statunitense (n. 1833)
- 1893 - George Greville, IV conte di Warwick, politico inglese (n. 1818)
- 1893 - Karolina Pavlova, scrittrice russa (n. 1807)
- 1897 - Sebastiano Mottura, geologo e ingegnere italiano (n. 1831)
- 1898 - Michael D. Jones, presbitero e politico britannico (n. 1822)
- 1899 - Gregorio del Pilar, generale filippino (n. 1875)
- 1900 - Consalvo Carelli, pittore italiano (n. 1818)

## XX secolo(255)
- 1902 - Richard Belcredi, politico austriaco (n. 1823)
- 1904 - Federico di Hohenzollern-Sigmaringen, generale tedesco (n. 1843)
- 1904 - Karl Koester, patologo tedesco (n. 1843)
- 1908 - John Taylor, velocista statunitense (n. 1882)
- 1909 - Giuseppe Carnelli, pittore italiano (n. 1838)
- 1910 - Gustav Adolf von Götzen, esploratore, politico e militare tedesco (n. 1866)
- 1912 - Giovanni Barcia, vescovo cattolico italiano (n. 1829)
- 1912 - Eben Jenks Loomis, astronomo statunitense (n. 1828)
- 1912 - Kawasaki Shōzō, imprenditore e armatore giapponese (n. 1837)
- 1913 - Aleksandr Petrovič Sokolov, pittore russo (n. 1829)
- 1914 - Pietro Baragiola, imprenditore e politico italiano (n. 1854)
- 1914 - John Dalrymple, XI conte di Stair, ufficiale scozzese (n. 1848)
- 1915 - Aldo Gorio, calciatore italiano (n. 1893)
- 1916 - Francesco Doria d'Eboli, nobile e politico italiano (n. 1855)
- 1916 - Francesco Paolo Tosti, compositore e cantante italiano (n. 1846)
- 1917 - Harry George Ernest Luchford, aviatore e militare britannico (n. 1894)
- 1918 - Edmond Rostand, poeta e drammaturgo francese (n. 1868)
- 1919 - Henry Clay Frick, imprenditore e mecenate statunitense (n. 1849)
- 1919 - Henry Evelyn Wood, militare britannico (n. 1838)
- 1920 - Attilio Brunialti, costituzionalista, geografo e politico italiano (n. 1849)
- 1920 - Félicien Trewey, attore francese (n. 1848)
- 1922 - Cosimo De Giorgi, medico italiano (n. 1842)
- 1922 - Giuseppe Schininà di Sant'Elia, politico italiano (n. 1850)
- 1923 - Henry Haversham Godwin-Austen, geodeta, geologo e naturalista britannico (n. 1834)
- 1923 - Beatrice Speraz, scrittrice italiana (n. 1839)
- 1923 - Charles Swinhoe, entomologo e ornitologo britannico (n. 1838)
- 1924 - Kazimieras Būga, glottologo e linguista lituano (n. 1879)
- 1924 - Karl Probst, pittore austriaco (n. 1854)
- 1925 - Tommaso Baldini, pittore italiano (n. 1870)
- 1928 - Arturo Cittadini, generale italiano (n. 1864)
- 1928 - Hallam Tennyson, II barone Tennyson, politico britannico (n. 1852)
- 1929 - Robert Lewis Reid, pittore statunitense (n. 1862)
- 1930 - Sarah Angelina Acland, fotografa britannica (n. 1849)
- 1930 - Richard Geigel, medico tedesco (n. 1859)
- 1931 - Vincent d'Indy, compositore francese (n. 1851)
- 1931 - Aleandro Lotti, calciatore italiano
- 1931 - Henri Weenink, scacchista e compositore di scacchi olandese (n. 1892)
- 1933 - Josef Gruber, compositore e organista austriaco (n. 1855)
- 1933 - Émile Meyerson, filosofo e chimico francese (n. 1859)
- 1934 - Thomas Henry Espinell Compton Espin, astronomo britannico (n. 1858)
- 1934 - Jakob Meisenheimer, chimico tedesco (n. 1876)
- 1935 - Albert Ayat, schermidore francese (n. 1875)
- 1935 - James Henry Breasted, archeologo e storico statunitense (n. 1865)
- 1935 - Martha Carey Thomas, educatrice e attivista statunitense (n. 1857)
- 1936 - Rosario Garibaldi Bosco, politico e scrittore italiano (n. 1866)
- 1936 - Luigi Paris, politico italiano (n. 1859)
- 1937 - Josep Comas i Solà, astronomo spagnolo (n. 1868)
- 1937 - René Doumic, critico letterario francese (n. 1860)
- 1937 - Raoul Ponchon, poeta e giornalista francese (n. 1848)
- 1939 - W.A. Tremayne, commediografo, sceneggiatore e attore canadese (n. 1864)
- 1939 - Alexander Tschirch, farmacista tedesco (n. 1856)
- 1940 - Leonardo Gallucci, militare italiano (n. 1911)
- 1940 - Federico Kiesow, psicologo tedesco (n. 1858)
- 1940 - Michele Milano, militare e aviatore italiano (n. 1910)
- 1940 - Corrado Valentini, militare italiano (n. 1901)
- 1941 - Alberto Lolli Ghetti, militare italiano (n. 1915)
- 1941 - Liduina Meneguzzi, religiosa e missionaria italiana (n. 1901)
- 1941 - Edward Rydz-Śmigły, politico, generale e pittore polacco (n. 1886)
- 1942 - Ener Bettica, militare italiano (n. 1907)
- 1942 - Léon Carré, pittore e illustratore francese (n. 1878)
- 1942 - Antonio Vellere, aviatore e militare italiano (n. 1913)
- 1943 - E. M. Delafield, scrittrice britannica (n. 1890)
- 1943 - Nordahl Grieg, scrittore, giornalista e attivista norvegese (n. 1902)
- 1943 - Jacob Meijer, pistard olandese (n. 1905)
- 1943 - Oreste Ristori, giornalista e anarchico italiano (n. 1874)
- 1943 - Susan Stebbing, filosofa britannica (n. 1885)
- 1943 - René de Saussure, matematico, linguista e esperantista svizzero (n. 1868)
- 1944 - Nello Buono, antifascista italiano (n. 1893)
- 1944 - Josef Lhévinne, pianista e insegnante russo (n. 1874)
- 1944 - Filippo Tommaso Marinetti, poeta, scrittore e drammaturgo italiano (n. 1876)
- 1945 - Max Leuthe, calciatore austriaco (n. 1879)
- 1945 - Bruno Malaguti, generale italiano (n. 1887)
- 1945 - Joseph W. Smiley, attore e regista statunitense (n. 1870)
- 1946 - Bernardino Palaj, poeta, scrittore e presbitero albanese (n. 1894)
- 1947 - John James Campbell, calciatore scozzese (n. 1871)
- 1947 - Francesco Chiappelli, artista, incisore e pittore italiano (n. 1890)
- 1947 - Harry Frank, attore tedesco (n. 1896)
- 1947 - Franz Xaver Schwarz, politico e funzionario tedesco (n. 1875)
- 1948 - Germaine Pichot, modella e danzatrice francese (n. 1880)
- 1948 - Joost Schmidt, tipografo e pittore tedesco (n. 1893)
- 1949 - Albert Ammons, pianista statunitense (n. 1907)
- 1949 - Cristoforo Ferrari, militare e politico italiano (n. 1880)
- 1949 - Karl Proisl, canoista austriaco (n. 1911)
- 1950 - Adolfo Betti, violinista italiano (n. 1875)
- 1950 - Dinu Lipatti, pianista e docente rumeno (n. 1917)
- 1952 - Arnaldo Andreoli, ginnasta italiano (n. 1893)
- 1952 - Jean-Arthur Chollet, arcivescovo cattolico francese (n. 1862)
- 1953 - Snowy Baker, pugile e attore australiano (n. 1884)
- 1953 - Arnaldo Bambini, compositore e organista italiano (n. 1880)
- 1953 - Attilio Di Napoli, avvocato e politico italiano (n. 1883)
- 1953 - Walter Meanwell, allenatore di pallacanestro inglese (n. 1884)
- 1954 - Egidio Turchi, calciatore e allenatore di calcio italiano (n. 1913)
- 1955 - Verner Eklöf, calciatore e combinatista nordico finlandese (n. 1897)
- 1955 - María Izquierdo, pittrice messicana (n. 1902)
- 1955 - James Masters, calciatore australiano (n. 1892)
- 1955 - Harold Walden, attore e calciatore inglese (n. 1887)
- 1956 - Dell Henderson, regista, attore e sceneggiatore canadese (n. 1883)
- 1956 - Franz Osten, regista e fotografo tedesco (n. 1876)
- 1957 - Harrison Ford, attore statunitense (n. 1884)
- 1957 - Leslie Henson, attore teatrale, produttore teatrale e regista britannico (n. 1891)
- 1957 - Edna Marion, attrice statunitense (n. 1906)
- 1957 - Manfred Sakel, neurologo ucraino (n. 1900)
- 1957 - Egidio Storaci, direttore d'orchestra e compositore italiano (n. 1884)
- 1958 - Jan Kok, calciatore olandese (n. 1889)
- 1958 - Cora Wilson Stewart, educatrice statunitense (n. 1875)
- 1959 - John August Anderson, astronomo statunitense (n. 1876)
- 1959 - Stanisław Cikowski, calciatore polacco (n. 1899)
- 1959 - Antonio Savasta, compositore italiano (n. 1873)
- 1960 - Fritz August Breuhaus, architetto e stilista tedesco (n. 1883)
- 1961 - Fredrik Böök, scrittore svedese (n. 1883)
- 1961 - George Simpson, velocista statunitense (n. 1908)
- 1962 - Nikolaj Pavlovič Anosov, direttore d'orchestra e pedagogista russo (n. 1900)
- 1963 - Sabu, attore indiano (n. 1924)
- 1963 - Tashi Namgyal, indiano (n. 1893)
- 1963 - Mario Zampi, regista e produttore cinematografico italiano (n. 1903)
- 1964 - Vincent Ardissone, dirigente sportivo e imprenditore italiano (n. 1885)
- 1964 - Roger Bissière, artista francese (n. 1886)
- 1964 - Genrich Barduchmiosovič Oganesjan, regista sovietico (n. 1918)
- 1965 - Pierre Bovet, psichiatra e pedagogo svizzero (n. 1878)
- 1965 - Hugh Latimer Dryden, fisico statunitense (n. 1898)
- 1965 - Fritz Gajewski, imprenditore tedesco (n. 1885)
- 1965 - Giuseppe La Duca, scacchista italiano (n. 1881)
- 1965 - Attilio Maggiani, allenatore di calcio e calciatore italiano (n. 1893)
- 1965 - Gina Martini Fanoli, politica italiana (n. 1919)
- 1965 - Sadaichi Matsunaga, ammiraglio giapponese (n. 1892)
- 1966 - Luitzen Brouwer, matematico olandese (n. 1881)
- 1966 - Giles Cooper, drammaturgo britannico (n. 1918)
- 1966 - Otto Nicodemus, calciatore tedesco (n. 1886)
- 1966 - Raffaele Saggio, politico italiano (n. 1905)
- 1967 - Mario Bettinotti, politico e giornalista italiano (n. 1884)
- 1967 - Phyllis Johnson, pattinatrice artistica su ghiaccio britannica (n. 1886)
- 1967 - Max Neufeld, regista, attore e sceneggiatore austriaco (n. 1887)
- 1967 - Agostino Salvietti, attore italiano (n. 1882)
- 1967 - Francis Joseph Spellman, cardinale e arcivescovo cattolico statunitense (n. 1889)
- 1968 - Giorgio Capecchi, attore e doppiatore italiano (n. 1901)
- 1968 - Colin Kenny, attore irlandese (n. 1888)
- 1968 - Enrique Serpa, scrittore, giornalista e fotografo cubano (n. 1900)
- 1968 - Edward Stevenson, costumista statunitense (n. 1906)
- 1969 - José María Arguedas, scrittore e antropologo peruviano (n. 1911)
- 1969 - Augusts Baraks, calciatore lettone (n. 1907)
- 1969 - Kliment Efremovič Vorošilov, generale e politico sovietico (n. 1881)
- 1970 - Pat Flaherty, attore statunitense (n. 1897)
- 1970 - Pietro Someda de Marco, scrittore e storico italiano (n. 1891)
- 1970 - Giuseppe Varetto, dirigente sportivo, arbitro di calcio e calciatore italiano (n. 1883)
- 1971 - Anneliese Maier, filosofa tedesca (n. 1905)
- 1971 - Sultanzade Ali Bey, principe ottomano (n. 1921)
- 1972 - Ettore Bastico, generale italiano (n. 1876)
- 1972 - Danio Bolognini, vescovo cattolico italiano (n. 1901)
- 1972 - José Limón, danzatore e coreografo messicano (n. 1908)
- 1972 - Wassili Luckhardt, architetto tedesco (n. 1889)
- 1972 - Yip Man, insegnante cinese (n. 1893)
- 1973 - Giacomo Carboni, generale italiano (n. 1889)
- 1973 - Watson Washburn, tennista statunitense (n. 1894)
- 1973 - Ivan Slezjuk, vescovo cattolico ucraino (n. 1896)
- 1974 - Italo Gismondi, architetto e archeologo italiano (n. 1887)
- 1974 - Umberto Dario Paulucci de Calboli, ufficiale e ingegnere italiano (n. 1889)
- 1974 - Max Weber, politico svizzero (n. 1897)
- 1975 - Joseph Brendan Houlihan, missionario e vescovo cattolico irlandese (n. 1911)
- 1975 - E. W. Emo, regista cinematografico austriaco (n. 1898)
- 1975 - Hans Johner, scacchista e compositore di scacchi svizzero (n. 1889)
- 1976 - Ramases, musicista britannico (n. 1934)
- 1976 - Tommaso Maestrelli, calciatore, allenatore di calcio e dirigente sportivo italiano (n. 1922)
- 1976 - William Tannen, attore statunitense (n. 1911)
- 1977 - Otto Adam, schermidore tedesco (n. 1909)
- 1977 - Sophia DeMuth, supercentenaria statunitense (n. 1866)
- 1977 - Edward Pitblado, hockeista su ghiaccio britannico (n. 1896)
- 1977 - Ludwig Wieder, calciatore tedesco (n. 1900)
- 1979 - Dušan Petković, calciatore jugoslavo (n. 1903)
- 1979 - Jan Pijnenburg, pistard olandese (n. 1906)
- 1980 - Roza Eskenazi, cantante greca (n. 1897)
- 1980 - Romain Gary, scrittore, aviatore e diplomatico lituano (n. 1914)
- 1980 - Willie Gilbert, commediografo e sceneggiatore statunitense (n. 1916)
- 1980 - Richard Pindle Hammond, compositore statunitense (n. 1896)
- 1980 - Chaudhry Muhammad Ali, politico pakistano (n. 1905)
- 1981 - Tusnamitsu Adachi, entomologo giapponese (n. 1901)
- 1981 - Wallace Harrison, architetto statunitense (n. 1895)
- 1981 - Francis Hunter, tennista statunitense (n. 1894)
- 1981 - Hershy Kay, compositore e arrangiatore statunitense (n. 1919)
- 1982 - Marty Feldman, comico, attore e sceneggiatore britannico (n. 1934)
- 1982 - Giovanni Ferrari, calciatore e allenatore di calcio italiano (n. 1907)
- 1983 - Gianangelo Barzan, calciatore italiano (n. 1901)
- 1983 - Fifi D'Orsay, attrice canadese (n. 1904)
- 1983 - Bruce Drake, cestista, giocatore di football americano e allenatore di pallacanestro statunitense (n. 1905)
- 1983 - Michele Lorusso, calciatore italiano (n. 1947)
- 1983 - Ciro Pezzella, calciatore italiano (n. 1954)
- 1983 - Saverio Rotondi, giornalista, scrittore e editore italiano (n. 1933)
- 1984 - Antoine Mac Giolla Bhrighde, terrorista britannico (n. 1957)
- 1984 - Jozef Fabini, pittore slovacco (n. 1908)
- 1984 - Edward James, mecenate e poeta britannico (n. 1907)
- 1984 - Jorge A. Lira, presbitero e linguista peruviano (n. 1912)
- 1984 - Al Slater, militare britannico (n. 1956)
- 1984 - Harry Sukman, compositore statunitense (n. 1912)
- 1984 - Leonardo Vitale, mafioso e collaboratore di giustizia italiano (n. 1941)
- 1985 - Italo Briano, editore, pubblicista e divulgatore scientifico italiano (n. 1901)
- 1985 - Aniello Dellacroce, mafioso statunitense (n. 1914)
- 1985 - Alexandru Frim, bobbista rumeno (n. 1908)
- 1985 - Heinz Hoffmann, politico e generale tedesco-orientale (n. 1910)
- 1985 - Philip Larkin, scrittore, poeta e critico musicale britannico (n. 1922)
- 1985 - Irineo Leguisamo, fantino uruguaiano (n. 1903)
- 1985 - Guido Melli, patologo e immunologo italiano (n. 1900)
- 1986 - Desi Arnaz, attore, comico e musicista cubano (n. 1917)
- 1986 - Ottavia Penna Buscemi, politica italiana (n. 1907)
- 1986 - Ken Scott, attore statunitense (n. 1928)
- 1986 - Arvid Thörn, calciatore svedese (n. 1911)
- 1987 - Donn Eisele, astronauta statunitense (n. 1930)
- 1987 - Luis Federico Leloir, biochimico argentino (n. 1906)
- 1987 - Juan Alberto Melgar Castro, generale honduregno (n. 1930)
- 1987 - Gino Raya, critico letterario e filosofo italiano (n. 1906)
- 1987 - Myrta Silva, cantante, cantautrice e produttrice televisiva portoricana (n. 1927)
- 1987 - Ernst Steinhoff, ingegnere, aviatore e ufficiale tedesco (n. 1908)
- 1987 - Jakov Borisovič Zel'dovič, astronomo e fisico sovietico (n. 1914)
- 1988 - Karl Heinz Bürger, generale tedesco (n. 1904)
- 1988 - Tata Giacobetti, cantante, contrabbassista e paroliere italiano (n. 1922)
- 1990 - Giuseppe Cannata, politico italiano (n. 1930)
- 1990 - Marc Cerboni, schermidore francese (n. 1955)
- 1990 - Aaron Copland, compositore statunitense (n. 1900)
- 1990 - Robert Cummings, attore statunitense (n. 1910)
- 1991 - Robert Crost, cestista francese (n. 1924)
- 1991 - Kjell Eeg, calciatore norvegese (n. 1910)
- 1992 - Aldo Ghizzetti, matematico italiano (n. 1908)
- 1992 - Michael Gothard, attore britannico (n. 1939)
- 1992 - Nur al-Din al-Atassi, politico siriano (n. 1929)
- 1993 - Evelyn Dearman, tennista britannica (n. 1908)
- 1993 - Harry Julius Emeléus, chimico britannico (n. 1903)
- 1993 - Pablo Escobar, criminale e politico colombiano (n. 1949)
- 1993 - Ermanno Marchionna, matematico italiano (n. 1921)
- 1993 - Augie Vander Meulen, cestista statunitense (n. 1909)
- 1994 - Julien Cornell, avvocato e pacifista statunitense (n. 1910)
- 1994 - Rudolf Malter, filosofo tedesco (n. 1937)
- 1994 - Vladimir Puškarëv, sollevatore sovietico (n. 1921)
- 1994 - Gaetano Trombatore, critico letterario italiano (n. 1900)
- 1995 - Robertson Davies, scrittore canadese (n. 1913)
- 1995 - Roxie Roker, attrice statunitense (n. 1929)
- 1995 - Mária Telkes, biofisica e inventrice ungherese (n. 1900)
- 1996 - Jean Jérôme Hamer, cardinale e arcivescovo cattolico belga (n. 1916)
- 1997 - Guido Brunner, diplomatico e politico tedesco (n. 1930)
- 1997 - Silvio Ceccato, filosofo e linguista italiano (n. 1914)
- 1997 - Shirley Crabtree, wrestler e rugbista a 15 britannico (n. 1930)
- 1997 - Robert Anderson Hall, linguista e critico letterario statunitense (n. 1911)
- 1997 - Steve Hamilton, giocatore di baseball, cestista e allenatore di baseball statunitense (n. 1935)
- 1997 - Michael Hedges, chitarrista statunitense (n. 1953)
- 1998 - Ferdinando Maggioni, vescovo cattolico italiano (n. 1914)
- 1998 - Mikio Oda, triplista giapponese (n. 1905)
- 1998 - Aleksandr Ročegov, architetto sovietico (n. 1917)
- 1999 - Charlie Byrd, chitarrista statunitense (n. 1925)
- 1999 - Giorgio Cristallini, regista e sceneggiatore italiano (n. 1921)
- 1999 - Pop Gates, cestista e allenatore di pallacanestro statunitense (n. 1917)
- 1999 - Vladimir Kravcov, pallamanista sovietico (n. 1949)
- 1999 - Ethelmary Oakland, attrice statunitense (n. 1909)
- 1999 - Angelo Raffaele Sodano, filologo classico italiano (n. 1924)
- 1999 - Egidio Sulotto, partigiano, politico e sindacalista italiano (n. 1908)
- 2000 - Alfonso Barrantes, politico peruviano (n. 1927)
- 2000 - Gail Fisher, attrice statunitense (n. 1935)
- 2000 - Rosemarie Frankland, modella e attrice britannica (n. 1943)
- 2000 - Bibiano Zapirain, calciatore uruguaiano (n. 1919)

## XXI secolo(161)
- 2001 - John W. Collins, scacchista statunitense (n. 1912)
- 2001 - Danilo Donati, scenografo, costumista e scrittore italiano (n. 1926)
- 2001 - Bruce Halford, pilota di Formula 1 britannico (n. 1931)
- 2001 - Martha Kneale, filosofa britannica (n. 1909)
- 2001 - Raisa Mament'eva, cestista sovietica (n. 1927)
- 2001 - Alessandro Manuelli, vigile del fuoco italiano (n. 1964)
- 2001 - Dženana Neimarlija, cestista bosniaca (n. 1972)
- 2001 - William Woodburn, calciatore scozzese (n. 1919)
- 2002 - Achille Castiglioni, architetto e designer italiano (n. 1918)
- 2002 - Aileen Fisher, scrittrice statunitense (n. 1906)
- 2002 - Ivan Illich, scrittore, storico e pedagogista austriaco (n. 1926)
- 2002 - György Marx, fisico, docente e astrofisico ungherese (n. 1927)
- 2002 - Arno Peters, storico e cartografo tedesco (n. 1916)
- 2002 - Mehmet Emin Toprak, attore turco (n. 1974)
- 2002 - Mal Waldron, pianista e compositore statunitense (n. 1925)
- 2003 - Alan Davidson, scrittore e diplomatico britannico (n. 1924)
- 2003 - Fernando Di Leo, regista e sceneggiatore italiano (n. 1932)
- 2003 - Josef Hanauer, teologo e giornalista tedesco (n. 1913)
- 2003 - Manuel Martín, cestista spagnolo (n. 1922)
- 2003 - Edna Phillips, arpista statunitense (n. 1907)
- 2004 - Larry Buchanan, regista, sceneggiatore e produttore cinematografico statunitense (n. 1923)
- 2004 - Kevin Coyne, cantante, compositore e scrittore inglese (n. 1944)
- 2004 - Francesco De Rosa, attore italiano (n. 1952)
- 2004 - Alicia Markova, ballerina, coreografa e direttrice artistica britannica (n. 1910)
- 2004 - Sergio Strizzi, fotografo italiano (n. 1931)
- 2004 - Mona Van Duyn, poetessa statunitense (n. 1921)
- 2005 - Rossano Giampaglia, allenatore di calcio e calciatore italiano (n. 1945)
- 2005 - Malik Joyeux, surfista francese (n. 1980)
- 2005 - Liu Baocheng, cestista cinese (n. 1917)
- 2005 - Jaime Morón, calciatore colombiano (n. 1950)
- 2005 - Michele Sorrenti, pesista italiano (n. 1941)
- 2005 - Luciano Zannoni, astronomo italiano (n. 1937)
- 2005 - Muhammad Hamza al-Zubaydi, politico iracheno (n. 1938)
- 2006 - Danilo Cubattoli, presbitero e critico cinematografico italiano (n. 1922)
- 2006 - Don Dohler, regista statunitense (n. 1946)
- 2006 - Mariska Veres, cantante olandese (n. 1947)
- 2006 - Cesco Kostner, sciatore alpino italiano (n. 1905)
- 2007 - Elizabeth Hardwick, critica letteraria e scrittrice statunitense (n. 1916)
- 2007 - Li Fusheng, calciatore cinese (n. 1953)
- 2007 - Vincenzo Lombardo, velocista italiano (n. 1932)
- 2007 - Eleonora Rossi Drago, attrice italiana (n. 1925)
- 2007 - Les Shannon, allenatore di calcio e calciatore inglese (n. 1926)
- 2008 - John Battiscombe Gunn, fisico statunitense (n. 1928)
- 2008 - H.M., statunitense (n. 1926)
- 2008 - Odetta, cantante e chitarrista statunitense (n. 1930)
- 2009 - Shoji Hashimoto, giocatore di go giapponese (n. 1935)
- 2009 - Aaron Schroeder, cantautore e produttore discografico statunitense (n. 1926)
- 2009 - Eric Woolfson, cantante, tastierista e produttore discografico britannico (n. 1945)
- 2010 - Michele Giordano, cardinale e arcivescovo cattolico italiano (n. 1930)
- 2010 - José Sério, calciatore portoghese (n. 1922)
- 2011 - Bruno Bianchi, disegnatore e animatore francese (n. 1955)
- 2011 - Pavle Jurina, pallamanista e allenatore di pallamano croato (n. 1955)
- 2011 - Christopher Logue, poeta inglese (n. 1926)
- 2011 - Simon Lévy, attivista, linguista e antropologo marocchino (n. 1934)
- 2011 - Artur Quaresma, allenatore di calcio e calciatore portoghese (n. 1917)
- 2011 - Giuseppe Spezzani, calciatore italiano (n. 1930)
- 2011 - Bill Tapia, musicista statunitense (n. 1908)
- 2012 - David Jonassen, pedagogista statunitense (n. 1947)
- 2012 - Israel Keyes, serial killer statunitense (n. 1978)
- 2012 - Julius Kovazh, calciatore austriaco (n. 1930)
- 2012 - Azumir Veríssimo, calciatore brasiliano (n. 1935)
- 2013 - Gaetano Benedetti, psichiatra, psicoterapeuta e psicoanalista italiano (n. 1920)
- 2013 - Francesco Del Punta, storico della filosofia italiano (n. 1941)
- 2013 - Francesco Vincenzo Guglielmino, matematico italiano (n. 1927)
- 2013 - Junior Murvin, cantante giamaicano
- 2013 - Pedro Rocha, calciatore e allenatore di calcio uruguaiano (n. 1942)
- 2013 - Vernon Shaw, politico dominicense (n. 1930)
- 2013 - Christopher Evan Welch, attore statunitense (n. 1965)
- 2013 - Hilbert Schenck, scrittore e ingegnere statunitense (n. 1926)
- 2014 - Don L. Anderson, geologo statunitense (n. 1933)
- 2014 - Jean Béliveau, hockeista su ghiaccio canadese (n. 1931)
- 2014 - Enzo Camerino, superstite dell'Olocausto italiano (n. 1928)
- 2014 - Alfredo Cohen, cantautore e attore italiano (n. 1942)
- 2014 - Gerry Fisher, direttore della fotografia britannico (n. 1926)
- 2014 - Albert Jackson, calciatore inglese (n. 1943)
- 2014 - Bobby Keys, sassofonista statunitense (n. 1943)
- 2014 - André Le Guillerm, sollevatore francese (n. 1924)
- 2014 - Giampaolo Rugarli, scrittore italiano (n. 1932)
- 2014 - József Verbényi, cestista ungherese (n. 1924)
- 2014 - Deven Verma, attore, produttore cinematografico e regista indiano (n. 1937)
- 2015 - Bohdan Bartosiewicz, cestista e allenatore di pallacanestro polacco (n. 1918)
- 2015 - Bryony Brind, danzatrice e attrice inglese (n. 1960)
- 2015 - Gabriele Ferzetti, attore italiano (n. 1925)
- 2015 - Febo Guizzi, etnomusicologo e antropologo italiano (n. 1947)
- 2015 - Ernst Larsen, siepista norvegese (n. 1926)
- 2015 - Jim Loscutoff, cestista statunitense (n. 1930)
- 2015 - Arturo Magni, imprenditore e dirigente sportivo italiano (n. 1925)
- 2015 - Georg von Waldburg zu Zeil und Trauchburg, principe e imprenditore tedesco (n. 1928)
- 2015 - Luz Marina Zuluaga, modella colombiana (n. 1938)
- 2016 - Jorge Canavesi, cestista e allenatore di pallacanestro argentino (n. 1920)
- 2016 - Liliana Fantoni, fumettista italiana (n. 1920)
- 2016 - Samuel Lee, tuffatore statunitense (n. 1920)
- 2016 - Gisela May, attrice e cantante tedesca (n. 1924)
- 2016 - Rocco Salini, politico italiano (n. 1931)
- 2017 - Frances Marie Burke, modella e attrice statunitense (n. 1922)
- 2017 - Jean-Claude Dague, regista e sceneggiatore francese (n. 1937)
- 2017 - Ulli Lommel, attore, regista e produttore cinematografico tedesco (n. 1944)
- 2017 - Ivanoe Nolli, calciatore italiano (n. 1930)
- 2017 - Stefania Rogowska, cestista e pallavolista polacca (n. 1930)
- 2017 - Mekkawi Said, scrittore egiziano (n. 1955)
- 2017 - Tino Stefanoni, pittore e scultore italiano (n. 1937)
- 2017 - Gianni Vannoni, scrittore italiano (n. 1949)
- 2017 - Nikola Špear, tennista jugoslavo (n. 1944)
- 2018 - Gianni Asti, allenatore di pallacanestro italiano (n. 1947)
- 2018 - Lothar Baumgarten, artista tedesco (n. 1944)
- 2018 - Ugo De Censi, presbitero e missionario italiano (n. 1924)
- 2018 - Pietro Giammanco, magistrato italiano (n. 1931)
- 2019 - Richard Easton, attore canadese (n. 1933)
- 2019 - D.C. Fontana, sceneggiatrice e scrittrice statunitense (n. 1939)
- 2019 - Francesco Janich, calciatore, allenatore di calcio e dirigente sportivo italiano (n. 1937)
- 2019 - Domenico Lenarduzzi, funzionario italiano (n. 1936)
- 2019 - Massimo Marchesotti, pittore, direttore di coro e musicologo italiano (n. 1935)
- 2019 - Robert K. Massie, storico, saggista e biografo statunitense (n. 1929)
- 2019 - Johann Baptist Metz, teologo tedesco (n. 1928)
- 2019 - Eno Mucchiutti, baritono italiano (n. 1919)
- 2019 - Mut'ib bin 'Abd al-'Aziz Al Sa'ud, principe, politico e imprenditore saudita (n. 1931)
- 2020 - Mohamed Aberhoun, calciatore marocchino (n. 1989)
- 2020 - Warren Berlinger, attore statunitense (n. 1937)
- 2020 - Richard Corben, fumettista e illustratore statunitense (n. 1940)
- 2020 - Franco Giraldi, regista, sceneggiatore e critico cinematografico italiano (n. 1931)
- 2020 - Valéry Giscard d'Estaing, politico francese (n. 1926)
- 2020 - Rafer Johnson, multiplista e attore statunitense (n. 1934)
- 2020 - Kenneth V. Jones, britannico (n. 1924)
- 2020 - Zafarullah Khan Jamali, politico pakistano (n. 1944)
- 2020 - Alanna Knight, scrittrice e drammaturga britannica (n. 1923)
- 2020 - Karin Lindberg, ginnasta svedese (n. 1929)
- 2020 - Aldo Moser, ciclista su strada italiano (n. 1934)
- 2020 - Petrit Murzaku, cestista e pallavolista albanese (n. 1932)
- 2020 - Pat Patterson, wrestler canadese (n. 1941)
- 2020 - Pamela Tiffin, modella e attrice statunitense (n. 1942)
- 2021 - Luciano Caglioti, chimico italiano (n. 1933)
- 2021 - Giuseppe Chiaretti, arcivescovo cattolico italiano (n. 1933)
- 2021 - Richard Cole, imprenditore britannico (n. 1946)
- 2021 - Jozef Dupré, politico belga (n. 1928)
- 2021 - Darlene Hard, tennista statunitense (n. 1936)
- 2021 - Michael Laucke, chitarrista canadese (n. 1947)
- 2021 - Alex Orban, schermidore statunitense (n. 1939)
- 2021 - Antony Sher, attore e scrittore sudafricano (n. 1949)
- 2021 - Lawrence Weiner, artista statunitense (n. 1942)
- 2022 - Mahmoud Bayati, calciatore e allenatore di calcio iraniano (n. 1928)
- 2022 - Gianfranco Di Pietro, architetto e urbanista italiano (n. 1935)
- 2022 - Frans de Haan, cestista olandese (n. 1938)
- 2022 - Yoshio Kikugawa, calciatore e allenatore di calcio giapponese (n. 1944)
- 2022 - Al Strobel, attore statunitense (n. 1939)
- 2023 - Medea Amiranashvili, soprano, insegnante e direttrice artistica georgiana (n. 1930)
- 2023 - Maria Lisa Cinciari Rodano, partigiana e politica italiana (n. 1921)
- 2023 - Barbara Doll, attrice pornografica francese (n. 1972)
- 2023 - Wolfgang Hollegha, pittore austriaco (n. 1929)
- 2023 - Clarence Kelly, vescovo statunitense (n. 1941)
- 2023 - Roberto Pazzi, scrittore, poeta e giornalista italiano (n. 1946)
- 2023 - Ivo Saglietti, fotografo e fotoreporter italiano (n. 1948)
- 2023 - Faustin Twagiramungu, politico ruandese (n. 1945)
- 2023 - Concha Velasco, attrice, cantante e ballerina spagnola (n. 1939)
- 2024 - Lucjan Brychczy, calciatore e allenatore di calcio polacco (n. 1934)
- 2024 - Helmut Duckadam, calciatore rumeno (n. 1959)
- 2024 - Neale Fraser, tennista australiano (n. 1933)
- 2024 - Harald Hudak, mezzofondista tedesco (n. 1957)
- 2024 - John Hunting, arbitro di calcio inglese (n. 1935)
- 2024 - Iole Mancini, partigiana italiana (n. 1920)
- 2024 - Don Ohl, cestista statunitense (n. 1936)
- 2024 - Giovanni Sabbatucci, storico e giornalista italiano (n. 1944)